# Jean-Louis Bruguière
Pour les articles homonymes, voir Bruguière.
Jean-Louis Bruguière, né le 29 mai 1943 à Tours, est un ancien juge français spécialisé dans la lutte antiterroriste. Il a été premier vice-président de la section d'instruction « lutte anti-terroriste » du tribunal de grande instance de Paris, appelé depuis le 1er janvier 2020 " tribunal de Paris ".

## Biographie
Descendant d'une lignée de magistrats (sur au moins dix générations), il est étudiant à l'Institut d'études politiques de Paris et participe aux mouvements et manifestations de Mai 68. Il entre ensuite à l'École nationale de la magistrature. Nommé à Évreux (Eure), il se fait remarquer dans une affaire de cartes grises illégales en mettant en cause le directeur départemental de la sécurité publique, premier service de police de ce département. Nommé à Paris en 1976, il lutte contre le proxénétisme (en particulier le réseau de Madame Claude).
Il instruit la fusillade de la rue des Rosiers, ce qui le mène à exercer ses prérogatives dans le cadre de l'antiterrorisme, développant ses réseaux. Il cible en particulier Action directe. En 1986, la Division nationale anti-terroriste (DNAT) du parquet de Paris est créée. Il multiplie depuis les instructions d'affaires de terrorisme. Le 5 janvier 1987, un piège à la grenade est posé devant son appartement le jour même de l'audition d'un membre d'Action directe. 
Il est actuellement Haut représentant de l’Union européenne auprès des États-Unis pour la lutte contre le financement du terrorisme dans le cadre du « Terrorism Finance Tracking Programme/ SWIFT ». 

## Affaires instruites

### Cannibale japonais
En juin 1981, un étudiant japonais vivant à Paris, Issei Sagawa, assassine son amie hollandaise puis mange une partie de son cadavre. C'est lui qui instruit alors cette affaire. Il se fiera à une expertise psychiatrique concluant à l'irresponsabilité pénale de Sagawa et prononcera un non-lieu. Sagawa sera ensuite transféré au Japon, où il deviendra écrivain et acteur.

### Madame Claude
Madame Claude est dans les années 1960-1970 le surnom donné à la patronne d'un réseau de call girls qui pratiquent leurs talents pour de hauts dignitaires ou des hauts fonctionnaires du gouvernement.

### Fusillade de la rue des Rosiers
La fusillade de la rue des Rosiers est un attentat antisémite perpétré le 9 août 1982 à 13 h 10 contre le restaurant Goldenberg, 7 rue des Rosiers dans le Pletzl, quartier du Marais à Paris. Le bilan est de six morts et vingt-deux blessés.

### Action directe
Action directe (AD) est un groupe clandestin (aux influences anarchiste et communiste) ayant revendiqué une cinquantaine d'attentats ou d'assassinats sur le territoire français entre 1979 et 1987. Action directe a été interdite par décret du 19 août 1982 prononçant la dissolution de l'organisation. Ses membres ont été jugés par une formation spéciale de la cour d'assises de Paris, compétente en matière de terrorisme.

### DC-10 d'UTA
L'attentat du DC-10 d'UTA coûta la vie aux 170 passagers et membres d'équipage du vol UT-772 reliant Brazzaville (capitale du Congo) à Paris le 19 septembre 1989.
Selon François-Xavier Verschave, dans son livre Noir Silence, il n'aurait pas questionné sur leurs motivations certains survivants qui, se rendant à Paris, auraient quitté le vol Brazzaville-Paris lors de l'escale au Tchad et auraient ainsi échappé à l'attentat.

### Ilich Ramírez Sánchez (Carlos)
Ilich Ramírez Sánchez (12 octobre 1949, Caracas, Venezuela), mieux connu sous le nom de Carlos ou Chacal, a été condamné par la justice française à la réclusion à perpétuité pour des actes terroristes.

### Attentats de 1995
Il fut chargé de l’instruction de l’attentat près de la station de métro " Maison-Blanche ", le 6 octobre 1995. Ces attentats furent attribués au Groupe islamique armé.

### Assassinat des moines de Tibhirine
Dans la nuit du 26 au 27 mars 1996, sept moines cisterciens du monastère de Tibhirine en Algérie sont enlevés, séquestrés pendant deux mois, puis tués le 21 mai 1996.
Pendant de nombreuses années, il a été admis que les moines avaient été assassinés, en l'absence d'autre piste contradictoire. Pourtant, des témoins prétendent que les moines auraient été victimes d'une bavure de l'armée algérienne. Cette information aurait été interceptée par les services secrets français. Mais, selon le journaliste Fabrice Arfi, Jean-Louis Bruguière aurait fait obstruction à ce que des témoignages contraires à la version officielle soient versés au dossier.

### Génocide contre les Tutsi du Rwanda
En 1998, il est saisi des plaintes déposées par les familles des Français tués lors de l'attentat du 6 avril 1994.
À l'issue de son enquête, il rend une ordonnance de soit-communiqué qui met en examen plusieurs membres du FPR et recommande au TPIR d'inculper Paul Kagame, couvert par son immunité de chef d'État. 
Cette décision, qui intervient après que le Rwanda eut porté plainte, est vue par les autorités rwandaises, par l'association Survie et le spécialiste du Figaro pour le Rwanda Patrick de Saint-Exupéry, comme la réponse de la France aux accusations de complicité dans le génocide contre les Tutsi qui a suivi et pour laquelle elle est attaquée. Des partis de gauche et d'extrême gauche sont sur la même longueur d'onde, avec Lutte ouvrière, qui va jusqu'à proclamer : « La justice française contre les dirigeants du Rwanda : un écran de fumée pour protéger les gouvernants français ». Un télégramme diplomatique américain daté du 26 janvier 2007 et révélé par WikiLeaks parle de la volonté du juge Bruguière de « coordonner son calendrier avec le gouvernement français ».
Les Forces démocratiques unifiées accueillent très favorablement la publication du rapport Bruguière, de même que Filip Reyntjens.
Quelques jours après la parution de l'ordonnance, un des témoins affirme que son témoignage a été déformé.
Plus tard, d'autres juges français reprendront l'instruction de l'attentat. Ils savent, comme Jean-Louis Bruguière, que les restes du missile ont été retrouvés, en particulier sa marque et son N° de série. Il était de fabrication russe et a été acheté par l’Ouganda. Or, Paul Kagamé était à l'époque officier supérieur dans l'armée ougandaise. L'armée rwandaise, elle, n'avait aucun moyen de se procurer un tel missile. C'est pourquoi Jean-Louis   Bruguière accusait le FPR. Et c'est aussi ce qui figure dans le rapport du procureur général du TPI, Carla del Ponte (passé aux oubliettes). Mais ceux qui ont trouvé les restes du missile sur le terrain étaient des experts militaires français qui enquêtaient sur la destruction de cet avion français. Or, en vertu des accords d'Arusha, aucun militaire français n'avait le droit de venir là. Leurs témoignages ont donc été invalidés. Et les juges français ont été contraints de prononcer un non-lieu.
Le rapport rédigé par Jean-Louis Bruguière est cependant admis dans son intégralité par le Tribunal pénal international pour le Rwanda (TPIR) comme preuve lors du plus important procès tenu par le TPIR.
Il apparaît en avril 2009, lors d'enquêtes de Jeune Afrique et du journal belge Le Soir, que le traducteur utilisé par le juge est le Rwandais Fabien Singaye, proche des extrémistes hutus, et qu'un des enquêteurs utilisé par le juge était Paul Barril, qui a rendu de nombreux services au gouvernement rwandais présidé par Habyarimana. À partir de 2011, la France tente de renouer avec le Rwanda et Rose Kabuye, inculpée par Jean-Louis Bruguière, est autorisée à rentrer au Rwanda et à reprendre toutes ses activités y compris en France.

### 11 septembre 2001
Il enquêtait avant les attentats du 11 septembre 2001 sur les réseaux islamistes. Il affirme dans son livre « Ce que je n'ai pas pu dire » qu'il voyait déjà, avant ces attentats, Ben Laden comme « un ennemi incontournable ». Il conclut que si les États-Unis l'avaient écouté, le 11 septembre n'aurait pas eu lieu.

### Attentats à Madrid du 11 mars 2004
Les attentats qui ont touché Madrid le jeudi 11 mars 2004, constitués de plusieurs explosions de bombes, posées par des islamistes marocains, se sont produites dans des cercanías (trains de banlieue) à Madrid (Espagne) le matin du 11 mars 2004. 191 personnes ont péri et 1 500 ont été blessées.

### Affaire Julia
L'affaire Julia est le nom donné par ses détracteurs à la mission Julia : intervention du député français Didier Julia dans des prises d'otages de journalistes français en Irak.

### Attentat de Karachi du 8 mai 2002
Durant quatre jours, du 27 au 30 mars 2003, il a rencontré, à Karachi et Islamabad, les responsables pakistanais. Il venait faire le point sur l'attentat du 8 mai 2002, qui a couté la vie à 11 employés de la Direction des Constructions Navales. Le bus qui les transportait a été pulvérisé devant l'hôtel Sheraton de Karachi par un kamikaze au volant d'un faux taxi.
Il a orienté son enquête vers des réseaux islamistes, alors que certains membres de la DCN lui auraient remis dès 2002 des rapports qui auraient pu l'orienter vers une affaire politico-financière. Il a par ailleurs demandé et obtenu devant la Cour d'appel la destruction de quatre disquettes de photos prises dans les minutes suivant l'explosion, en évoquant la discontinuité territoriale.
Les familles constituant le collectif " vérité attentat Karachi " publient un article sur leur blog dans lequel elles retracent tous les points troubles de l'enquête sur l'attentat liés à son attitude.
Le 27 avril 2011, " Le Monde "  publie un article dans lequel est évoquée la disparition troublante d'un rapport d'autopsie pourtant capital. Il s'agit en effet du rapport d'autopsie du supposé poseur de bombe qui aurait dû se tenir assis dans le bus alors que les lésions constatées sur le corps prouvent qu'il se tenait debout, visiblement à l'extérieur. Jean-Louis Bruguière n'a pu fournir aucune explication quant à l'absence au dossier de cette pièce capitale.
Le 19 mai 2011, le site Mediapart dévoile un nouveau rapport qui met à mal la thèse de l'attaque-suicide défendue par la justice française (et notamment le juge instructeur) jusqu'alors. Selon le rapport d'expertise rédigé par deux experts en " explosifs " et " déminage " du laboratoire central de la préfecture de police de Paris, l'explosif aurait vraisemblablement été actionné à distance et le présumé kamikaze ne serait qu'une des victimes innocentes de l'attentat.
Le 15 juin 2011, la décision des familles des victimes de porter plainte contre Jean-Louis Bruguière pour faux témoignage est annoncée par leur avocat, Olivier Morice et publiée dans un article du journal Libération. Cette plainte a été déposée le 10 juin 2011 à Paris et porte également sur d'éventuelles entraves à l'exercice de la justice.

## Parcours politique
En mars 2007, Jean-Louis Bruguière apporte son soutien à Nicolas Sarkozy. Il se présente aux élections législatives qui suivent dans la troisième circonscription de Lot-et-Garonne, sous l'étiquette UMP. Durant la campagne, l'incompatibilité de sa candidature avec ses fonctions de magistrat conduit le Conseil supérieur de la magistrature à obtenir sa démission de la magistrature. Jean-Louis Bruguière arrive en tête du premier tour avec 42 % des voix mais s'incline au second tour, devancé par l’ancien député socialiste de la circonscription Jérôme Cahuzac, qui obtient 52,1 % des suffrages.
En vue du second tour de l'élection présidentielle de 2017, il soutient le candidat d'En marche, Emmanuel Macron, face à Marine Le Pen, dont il juge les propositions en matière de sécurité et de justice « inapplicables et absurdes ».

## Distinctions
- Membre de l'Académie de l'air et de l'espace (2004)[23][réf. obsolète]
- Chevalier de la Légion d'honneur [23]
- Officier de l'ordre national du Mérite [23]
- Médaille d'honneur de l'administration pénitentiaire, or (2005)[24]

## Pour approfondir